# 黄海嵩
黄海嵩（1953年7月—），男，河南禹州人，中华人民共和国政治人物。

## 生平
1984年6月加入中国共产党，中国人民大学计划经济系国民经济计划学专业毕业，企业管理专业在职研究生学历。历任河南省计划经济委员会副处长、处长，信阳地区行政公署副专员、地委副书记、专员，中共焦作市委副书记、市长，安徽省经贸委主任等职。2003年1月任安徽省人民政府副省长。